# Louis Dapples
Louis Dapples (* 9. September 1867 in Genua; † 31. Juli 1937 in Genua; heimatberechtigt in Morges, Lausanne, Bremblens und Vevey) war ein Schweizer Manager.

## Leben

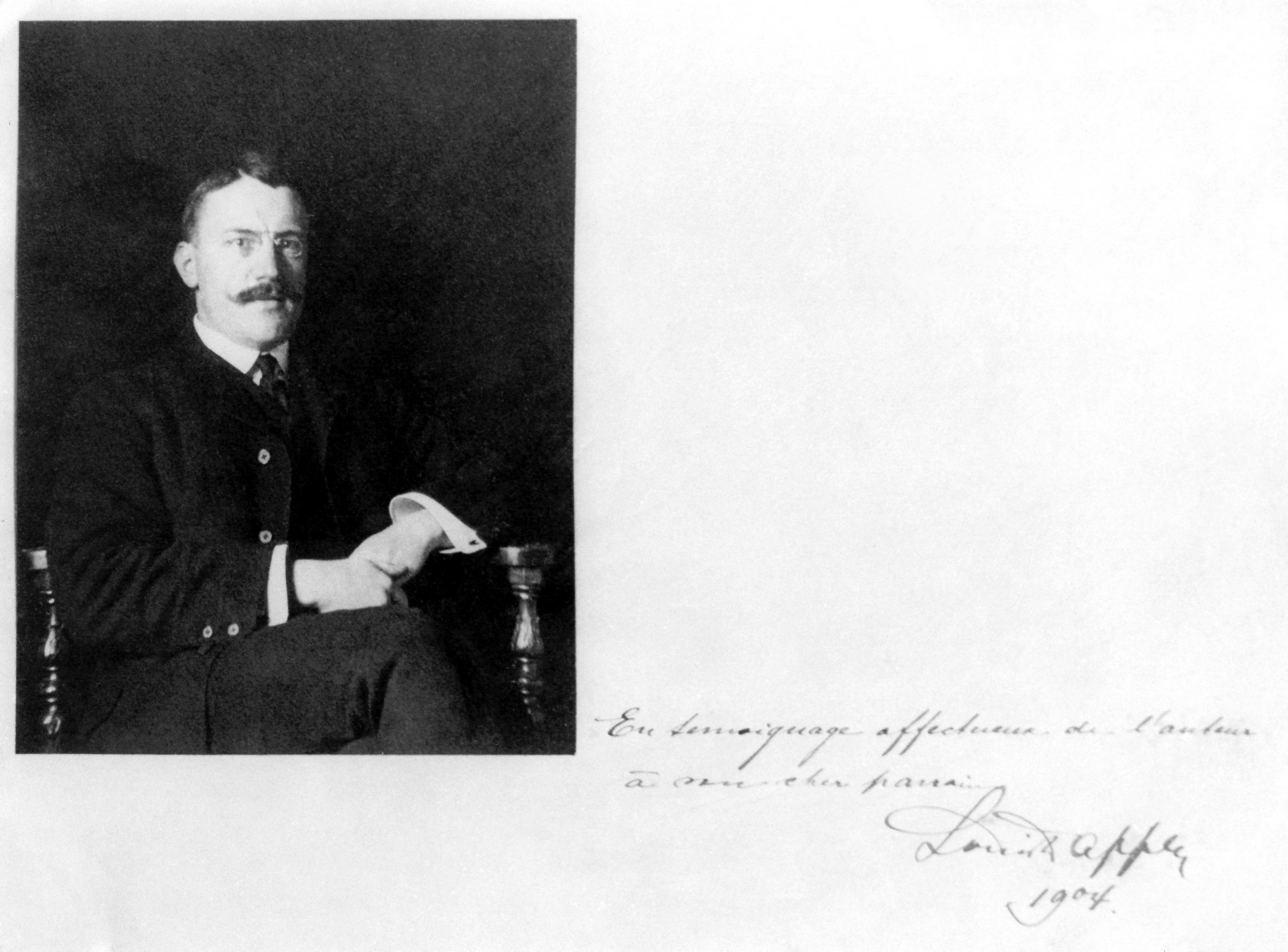
Louis Dapples auf dem Foto zur Einweihung des Albums, das er vorbereitet und im Museum Casa d'Erci aufbewahrt hat (1904)

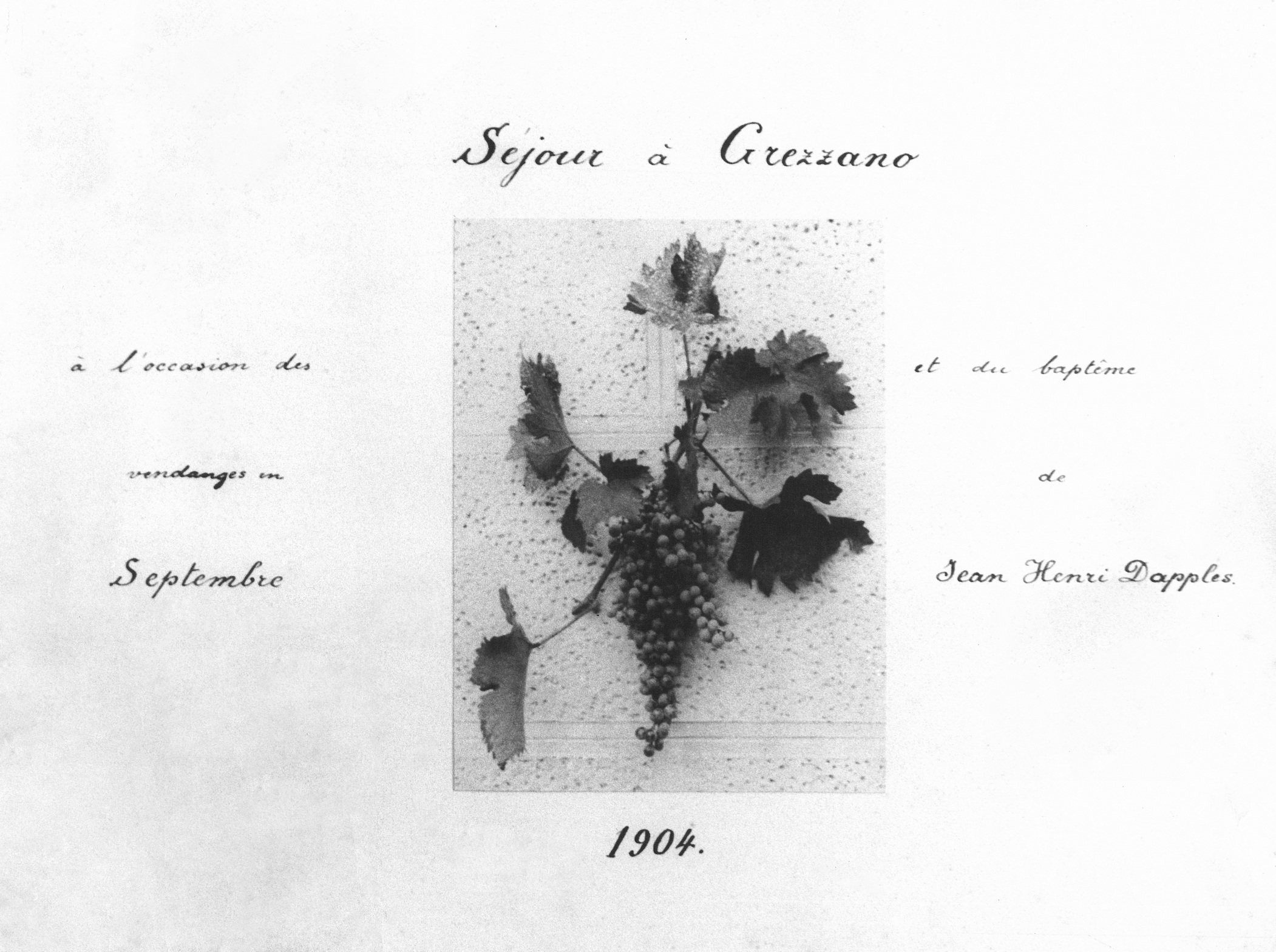
Einband des Albums der Familie Dapples aus Grezzano, Toskana, von 1904, das im Museum Casa d'Erci aufbewahrt wird.

Louis Dapples wurde als Sohn Schweizer Eltern in Genua, wo sein Vater als Kaufmann und Bankier tätig war, geboren. Nach Abschluss seines Studiums in Zürich schlug er eine Bankkarriere ein. Unter anderem war er Vizedirektor beim Crédit Lyonnais in London und Direktor bei der Banca Commerciale Italiana in Mailand, ehe er nach einem berufsbedingten Aufenthalt in Brasilien und Argentinien 1922 bei Nestlé eintrat und dort 1929 Präsident des Verwaltungsrates wurde. Später übernahm Dapples weitere Verwaltungsrats-Mandate, unter anderem bei der Schweizerischen Kreditanstalt und bei der Schweizerischen Rückversicherungsanstalt.
Das Familienleben von Louis Dapples, der mit Hélène Dapples-Emetaz verheiratet war, wurde durch ein Schicksalsschlag geprägt. Ihr 1903 geborener Sohn Jean Henri Dapples litt an zunehmend schwerer epileptischer Erkrankung und wurde während vieler Jahre, bis zu seinem Tod 1922, in der Schweizerischen Anstalt für Epileptische gepflegt. 1919 machte Louis Dapples zusammen mit seiner Frau der Anstalt für Epileptische eine Schenkung mit dem Zweck des „Baues eines Knabenhauses, das in erster Linie zur Beobachtung und Pflege von bildungsfähigen Knaben bestimmt sein soll“. Daraus entstand das 1923 eröffnete Jugendheim Schenkung Dapples.
Die Universität Lausanne verlieh ihm 1923 den Ehrendoktortitel.